# Tercera epístola de Juan
La tercera epístola de Juan es la tercera de las epístolas de Juan, en el Nuevo Testamento. Es el segundo libro más corto en la entera Biblia cristiana, tras la segunda de Juan. La carta aparece dirigida a un hombre llamado Cayo (o Gayo) pero no se sabe con exactitud si se trata de la misma persona que vivía en Macedonia y que es citado en Hechos 19:29 o el corintio mencionado en Romanos 16:23 o el que vivía en Derbe, citado en Hechos 20:4.
Fue escrita con el propósito de encomendar a Cayo a un grupo de cristianos liderados por Demetrio, que eran extraños en el lugar donde este vivía y que tenían la misión de predicar el evangelio 3Juan 7. Se les había denegado la hospitalidad por parte de un jefe cristiano del lugar, Diótrefes que se niega a cooperar con el autor de la carta.
La literatura eclesiástica primitiva no contiene mención alguna de la epístola, y la primera referencia a ella aparece a mediados del siglo III d. C. Esta falta de documentación, aunque probablemente se deba a la extrema brevedad de la epístola, hizo que los primeros escritores de la Iglesia dudaran de su autenticidad hasta principios del siglo V, cuando fue aceptada en el canon junto con las otras dos epístolas de Juan. El lenguaje de «3 Juan» se asemeja al del Evangelio de Juan, que suele datarse en torno al año 90 d. C., por lo que es probable que la epístola se escribiera hacia finales del siglo I. Otros refutan este punto de vista, como el erudito John A. T. Robinson, que fecha «3 Juan» en c. 60-65 d. C.. Se desconoce el lugar de redacción, pero la tradición lo sitúa en Éfeso. La epístola se encuentra en muchos de los manuscritos más antiguos del Nuevo Testamento, y su texto carece de discrepancias o variantes textuales importantes.

## Características
El lenguaje de esta epístola es excepcionalmente similar al de segunda de Juan y es de consenso entre los eruditos que el mismo hombre escribió ambas cartas. Sin embargo, existe un debate sobre si el Juan que escribió estas cartas es el mismo que redactó el Evangelio de Juan, la primera de Juan y el Apocalipsis o Revelación.
A partir de la oposición que Harnack y otros autores han hecho de “iglesia-institución” (con el ministro Diótrefes) e “iglesia-carisma” (que defiende la acción de Cayo), concluyen que la eclesiología subyacente a las cartas es opuesta a la de Pablo y supondría un mayor valor del individuo ante una institucionalización excesiva.

## Contenido
No hay doctrina expuesta en «3 Juan», que es estrictamente una carta personal, pero el tema general es la importancia de la hospitalidad, especialmente cuando se trata de hombres que trabajaban para difundir el evangelio. Tercera de Juan es el libro más corto de la Biblia por número de palabras, aunque «2 Juan» tiene menos versículos. «3 Juan» tiene 15 versículos en el texto crítico del Nuevo Testamento Griego SBL, o 14 en el Textus Receptus.
Es el único libro del Nuevo Testamento que no contiene los nombres «Jesús» o «Cristo». El griego original utiliza el término Ὀνόματος (Onomatos, versículo 7) traducido generalmente por «Nombre» y referido específicamente al «Nombre de Jesús», pero el texto no dice «Jesús» ni «Cristo».

### Saludo e introducción
La carta está dirigida a un hombre llamado Gayo. Gayo parece haber sido un hombre rico, ya que el autor de la epístola, que se identifica sólo como «el Anciano», no pensó que le impondría indebidamente hospedar a algunos predicadores itinerantes por un corto tiempo.  El Anciano pudo haber convertido a Cayo, ya que lo llama su «hijo» en la fe. Las Constituciones Apostólicas VII.46.9 registra que Gayo fue nombrado obispo de Pérgamo, aunque no hay apoyo temprano para esta declaración.
El nombre de Gayo aparece otras cuatro veces en el Nuevo Testamento. En primer lugar, un cristiano Gayo es mencionado en Macedonia como compañero de viaje de Pablo, junto con Aristarco (Hechos de los Apóstoles 19:29). Un capítulo después, se nombra a un Gayo de Derbe como uno de los siete compañeros de viaje de Pablo que le esperaban en Troas (Hechos 20:4). A continuación, se menciona a un Gayo residente en Corinto como una de las pocas personas de allí; los otros son Crispo y la casa de Estéfanas que fueron bautizadas por Pablo, fundador de la Iglesia en esa ciudad tal y como se indica en 1 Corintios 1-14. Por último, en una parte final de la Epístola a los Romanos, en Romanos 16:23 se hace referencia a un Gayo como «anfitrión» de Pablo y también anfitrión de toda la iglesia, en cualquier ciudad desde la que Pablo esté escribiendo en ese momento, probablemente Corinto. Sin embargo, no hay razón para suponer que ninguno de estos hombres fuera el Gayo de «3 Juan».

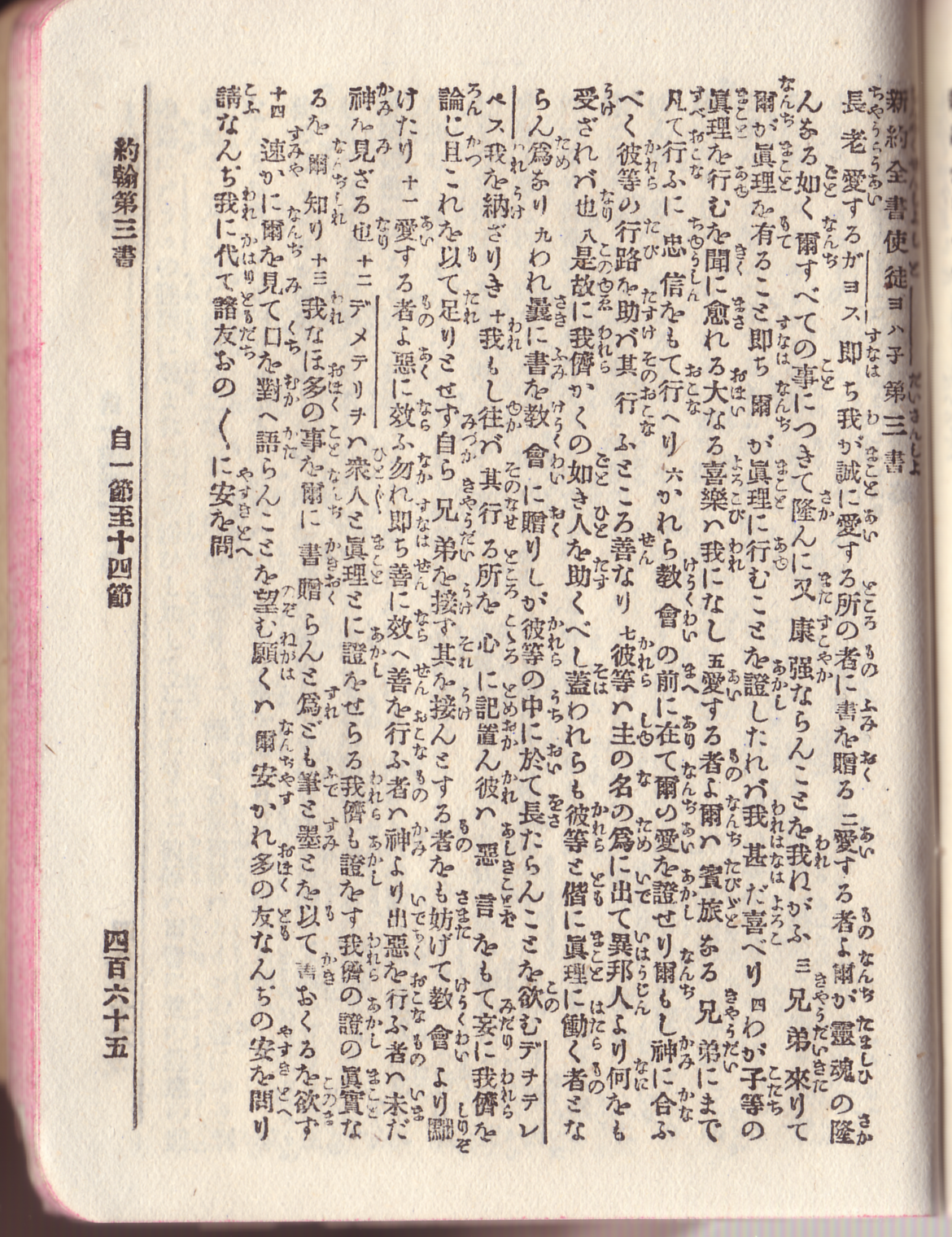
Traducción japonesa de 3 Juan (1904)

.

### Versículo 2
Amado, ruego que hayas prosperado en todas las cosas y que tengas salud, así como prospera tu alma.
Este Versículo, donde el autor desea prosperidad material a Gayo similar a la prosperidad de su alma, es un texto de prueba comúnmente utilizado dentro de las enseñanzas del evangelio de la prosperidad; los opositores del evangelio de la prosperidad consideran que el Versículo es poco más que un deseo de bienestar

### Misioneros
El anciano continúa la carta elogiando a Cayo por su lealtad y su hospitalidad hacia un grupo de «hermanos» viajeros. Los «hermanos» son hermanos en la fe o misioneros que, de acuerdo con el mandato de Jesús en Marcos 6:8-9, se han puesto en camino sin dinero. A continuación, el anciano pasa a pedir a Cayo que provea a los hermanos para que puedan continuar su viaje.

### Oposición de Diótrefes
El «Anciano» describe a continuación su conflicto con Diótrefes, que no reconoce la autoridad del Anciano y está excomulgando a aquellos que, como Gayo, acogen a los misioneros enviados por el Anciano. En el Versículo 9 el Anciano menciona una carta anterior que ha escrito a la iglesia y que fue suprimida por Diótrefes, y dice que tiene la intención de visitar la iglesia y enfrentarse a Diótrefes.  «La iglesia» es aparentemente conocida por Gayo, pero es probable que no sea miembro de ella, ya que de lo contrario el anciano no necesitaría proporcionarle información sobre las actividades de Diótrefes.  La disputa entre Diótrefes y el Anciano parece basarse en el liderazgo y la autoridad de la iglesia más que en la doctrina, ya que el Anciano no acusa a Diótrefes de enseñar herejías.
La mayoría de los eruditos no relacionan la carta que menciona el Anciano con 2 Juan, ya que 3 Juan no contiene ninguna referencia a la controversia doctrinal descrita en 2 Juan, y sostienen que el Anciano se refiere aquí a una carta de recomendación anterior.  John Painter, sin embargo, argumenta que el Anciano se está refiriendo de hecho a 2 Juan, ya que hay solapamiento entre 2 Juan; 9 y el tema de la hospitalidad en 3 Juan.
El anciano cierra esta sección con un ruego a Cayo: «Amado, no imites el mal, sino el bien. El que hace el bien procede de Dios; el que hace el mal no ha visto a Dios». Este mandato recuerda a varios pasajes de 1 Juan (2:3-5, 3:4-10, 4:7).

### Saludos finales y conclusión
Versículo 12 presenta a otro hombre llamado Demetrio, que según las Constituciones Apostólicas VII.46 .9 fue ordenado por Juan como obispo de Filadelfia (actualmente Amán, Jordania). Demetrio probablemente formaba parte del grupo de misioneros del que se habla anteriormente en la carta, y 3 Juan probablemente sirve como carta de recomendación a Gayo sobre Demetrio.  Las cartas de recomendación eran bastante comunes en la iglesia primitiva, como demuestran 2 Corintios 3:1, Romanos 16:1-2 y Colosenses 4:7-8.
El anciano, antes de terminar la carta, dice que tiene muchas otras cosas que contarle a Gayo, y que planea hacer un viaje para verlo en un futuro próximo, utilizando un lenguaje casi exacto al de  2 Juan 12. El Versículo final, «La paz sea contigo. Los amigos os saludan. Saluda a los amigos, uno por uno», es típico de la correspondencia contemporánea, con “Paz a vosotros” un saludo adoptado por los cristianos de los judíos.

## Autoría
3 Juan fue escrito casi con toda seguridad por el mismo autor que escribió 2 Juan, y probablemente también 1 Juan. Este individuo puede haber sido el propio Juan el Evangelista o alguien más, tal vez Juan el Presbítero, aunque según el erudito C. H. Dodd: «Si intentamos ... identificar al autor anónimo de estas epístolas con algún individuo conocido, tenemos poco más que conjeturas para seguir adelante.»
Hay muchas similitudes entre 2 y 3 Juan. Ambas siguen el formato de otras cartas personales de la época; en ambas el autor se autoidentifica como «el Presbítero», término que literalmente significa «el anciano»; y ambas tratan temas de hospitalidad y conflicto dentro de la iglesia.  También son extremadamente similares en longitud, probablemente porque ambos fueron escritos para que cupieran en una sola hoja de papiro.
3 Juan también es lingüísticamente similar a 2 Juan y a otras obras joánicas. De las 99 palabras utilizadas, 21 carecen de importancia, como «y» o «el», por lo que quedan 78 palabras significativas. 23 de ellas no aparecen en 1 Juan ni en el Evangelio de Juan, de las cuales cuatro son exclusivas de 3 Juan, una es común a 2 y 3 Juan, y dos se encuentran tanto en 2 y 3 Juancomo en otros escritos neotestamentarios. Aproximadamente el 30% de las palabras significativas en 3 Juan no aparecen en 1 Juan o en el Evangelio, en comparación con el 20% para 2 Juan. Estas consideraciones indican una estrecha afinidad entre 2 y 3 Juan, aunque 2 Juan está más fuertemente conectado con 1 Juan que con 3 Juan.  Una minoría de eruditos, sin embargo, argumenta en contra de la autoría común de 2 y 3 Juan, y Rudolf Bultmann sostuvo que 2 Juan era una falsificación basada en 3 Juan.
Sin embargo, si 3 Juan fue escrita por Juan el Apóstol, es extraño que Diótrefes se opusiera a él, ya que los apóstoles eran muy respetados en la iglesia primitiva. Una posible visión alternativa de la autoría de la epístola surge de un fragmento escrito por Papías de Hierápolis y citado por Eusebio que menciona a un hombre llamado «el Presbítero Juan». Sin embargo, dado que no se sabe nada más de este individuo, no es posible identificarlo positivamente como el autor de 3 Juan.

### Fecha y lugar de redacción
Las tres cartas de Juan fueron escritas probablemente con pocos años de diferencia, y la evidencia interna indica que fueron escritas después del Evangelio de Juan, situándolas en la segunda mitad del siglo primero.  Esta datación tiene sentido dadas sus alusiones y oposición a las enseñanzas gnósticas y docetistas, que negaban la plena humanidad de Jesús, y que estaban ganando ascendencia a finales del siglo I.
Dodd aboga por una fecha entre 96 y 110 d. C., concluyendo de la ausencia de referencias a la persecución en las cartas que probablemente fueron escritas después del duro reinado (81-96 d. C.) del emperador romano Domiciano, cuya persecución de los cristianos parece haber impulsado la redacción del Libro del Apocalipsis. Dodd señala, sin embargo, que podrían haber sido escritas en la época anterior a Domiciano, lo que es probable si el autor fue un discípulo personal de Jesús. Marshall sugiere una fecha de entre los años 60 y 90. Rensberger sugiere una datación de alrededor del año 100, suponiendo que el Evangelio de Juan fue escrito en los años 90 y las cartas debieron seguir después.  Brown defiende una datación entre los años 100 y 110, con las tres cartas compuestas muy cerca en el tiempo. Una datación posterior a 110-115 es improbable, ya que partes de 1 Juan y 2 Juan son citadas por Policarpo y Papías.
Las cartas no indican el lugar de autoría, pero dado que las primeras citas de las mismas (en los escritos de Policarpo, Papías e Ireneo) proceden de la provincia de Asia Menor, es probable que las epístolas también se escribieran en Asia. La tradición eclesiástica suele situarlas en la ciudad de Éfeso.

### Manuscritos
3 Juan se conserva en muchos de los manuscritos antiguos del Nuevo Testamento. De los grandes códices unciales griegos, los códices Sinaiticus, Alexandrinus, y Vaticanus contienen las tres epístolas juaninas, mientras que el Codex Ephraemi Rescriptus contiene 3 Juan 3-15 junto con 1 Juan 1:1-4. El Codex Bezae, aunque carece de la mayoría de las epístolas católicas, contiene 3 Juan 11-15 en traducción latina. En idiomas distintos del griego, la Vulgata y las sahídicas, armenias, siríaca filoxeniana y etíope contienen las tres epístolas. Entre las distintas copias no hay grandes dificultades ni diferencias, lo que significa que hay muy pocas dudas sobre la determinación del texto original.

## Historia canónica
Existen algunas similitudes dudosas entre pasajes de las epístolas joánicas y los escritos de Policarpo y Papías, pero las referencias definitivas más tempranas a las epístolas proceden de finales del siglo II. Ireneo en Sobre la detección y derrocamiento de la llamada gnosis 3.16.8 (escrito c. 180), cita «2 Juan 7 y 8», y en la frase siguiente 1 Juan 4:1, 2, pero no distingue entre 1 y 2 Juan; ni cita de 3 Juan. El Canon Muratoriano parece referirse a dos cartas de Juan solamente, aunque es posible interpretar que se refiere a tres.  1 Juan es citado extensamente por Tertuliano, que murió en 215, y Clemente de Alejandría, además de citar 1 Juan, escribió un comentario sobre 2 Juan en su Adumbrationes.  Las tres epístolas joánicas fueron reconocidas por la 39.ª carta festal de Atanasio, el Sínodo de Hipona y los Concilio de Cartago (397). Además Dídimo el Ciego escribió un comentario sobre las tres epístolas, lo que demuestra que a principios del siglo V se consideraban como una sola unidad.
La primera referencia a 3 Juan es a mediados del siglo III; Eusebio dice que Orígenes conocía tanto a 2 Juan como a 3 Juan, sin embargo, Orígenes dice que «no todos los consideran auténticos». Del mismo modo, el papa Dionisio de Alejandría, alumno de Orígenes, era consciente de una «reputada Segunda o Tercera Epístola de Juan». También por esta época se cree que 3 Juan era conocido en el norte de África, ya que se hacía referencia a él en las Sententiae Episcoporum producidas por el Séptimo Concilio de Cartago. Sin embargo, existían dudas sobre la autoridad de 3 Juan, y Eusebio lo incluyó junto con 2 Juan como «libros controvertidos» a pesar de describirlos como «bien conocidos y reconocidos por la mayoría». Aunque Eusebio creía que el Apóstol escribió el Evangelio y las epístolas, es probable que la duda sobre la fidelidad del autor de «2 y 3 Juan» fuera un factor que provocara su disputa. A finales del siglo IV se pensaba que el Presbítero, autor de «2 y 3 Juan», era una persona distinta del Apóstol Juan. Esta opinión, aunque recogida por Jerónimo, no era sostenida por todos, ya que el propio Jerónimo atribuía las epístolas al apóstol Juan.

## Contenido doctrinal y análisis
- Saludos: Versículos 1-2
- Elogio a Gallo. Versículos 3-8
- Abusos de Diótrefes. Versículos 9-10
- Recomendación de Demetrio. Versículos 11-12
- Conclusión y saludos. Versículos 13-15[52]

### Saludos: Versículos 1-2
1-El Presbítero, al querido Gayo, a quien amo de verdad. 
2-Queridísimo, pido que te vaya bien en todo y que goces de buena salud, tal como le va bien a tu alma.

#### Comentario a los versículos 1-2
Esta carta, muy similar en estructura a la anterior, fue escrita para abordar ciertos conflictos dentro de una comunidad cristiana. Juan felicita a Gayo, el destinatario, por su hospitalidad hacia los enviados del Apóstol (vv. 3-8) y critica la conducta de Diótrefes (vv. 9-10). Además, recomienda a un tal Demetrio (vv. 11-12). Según un antiguo escrito cristiano (Constitutiones Apostolicae 7,46), Gayo habría sido obispo de Pérgamo y Demetrio, obispo de Filadelfia; sin embargo, esta información es poco confiable. Por el contenido de la carta, parece que Gayo no ocupaba aún ningún cargo jerárquico, sino que era un cristiano destacado por su fidelidad en la Iglesia. El autor se refiere a Gayo como "querido" en cuatro ocasiones reflejando un cariño especial y la profunda fraternidad característica de los primeros cristianos, alejada de formalismos vacíos. También muestra interés por su bienestar físico, en paralelo a su excelente salud espiritual.

Qué bien pusieron en práctica los primeros cristianos esta caridad ardiente, que sobresalía con exceso más allá de las cimas de la simple solidaridad humana o de la benignidad de carácter. Se amaban entre sí, dulce y fuertemente, desde el Corazón de Cristo. Un escritor del siglo II, Tertuliano [Apologeticum 39], nos ha transmitido el comentario de los paganos, conmovidos al contemplar el porte de los fieles de entonces, tan lleno de atractivo sobrenatural y humano: mirad cómo se aman, repetían.

### Elogio a Gallo. Versículos 3-8
3-Me alegré mucho cuando vinieron unos hermanos y dieron testimonio de tu fidelidad, de cómo caminas en la verdad. 
4-No hay para mí mayor alegría que oír que mis hijos caminan en la verdad. 
5-Queridísimo, en tu conducta con los hermanos, incluso con los forasteros, te portas como corresponde a un fiel. 
6-Ellos dieron testimonio de tu caridad en presencia de la Iglesia. Y harás bien en proveerles para su viaje de una manera digna de Dios; 
-7pues por el Nombre se pusieron en camino sin aceptar nada de los gentiles. 
8-Por eso, nosotros debemos acogerlos, para ser cooperadores de la verdad.

#### Comentario a los versículos 3-8
Juan muestra con claridad el motivo de su alegría paternal: el buen comportamiento de Gayo (vv. 3-4), reflejado en su caridad hacia los demás (vv. 5-8). La rectitud de Gayo se expresa mediante la frase semita "Caminas en la verdad", que equivale a vivir en unión con Cristo y actuar como un cristiano auténtico. Expresiones similares como "Caminar en Cristo" (Col 2,6), "en la luz" (1 Jn 1,7) o "en la verdad" (2 Jn 4) tienen el mismo significado. La frase "Por el Nombre" (v. 7) alude a Cristo, como se evidencia en textos como Hch 5,41, Flp 2,9-10 o St 2,7. Asimismo, "Cooperadores de la verdad" (v. 8) subraya la colaboración de los fieles laicos con el ministerio pastoral, un principio destacado por el Concilio Vaticano II.

El apostolado de la Iglesia y de todos sus miembros se ordena, sobre todo, a manifestar al mundo el mensaje de Cristo mediante palabras y obras, y a comunicar su gracia. Esto se realiza principalmente mediante el ministerio de la palabra y los sacramentos, encomendado de modo especial al clero, pero en el que los laicos tienen también que cumplir un papel de gran importancia, siendo “cooperadores de la verdad.

### Abusos de Diótrefes. Versículos 9-10
9-He escrito algunas cosas a la Iglesia; pero Diotrefes, que ambiciona el primer puesto entre ellos, no nos acepta. 
10-Por eso, cuando vaya, le recordaré las cosas que está haciendo, criticándonos con palabras maliciosas. Y no contento con esto, tampoco recibe a los hermanos, y a los que quieren recibirles se lo prohíbe y los expulsa de la Iglesia.

#### Comentarios a los versículos 9-10
En estos versículos se pone en contraste la conducta de Diotrefes con la de Demetrio. Sobre Diotrefes no se conocen más datos que los aportados por estos versículos. Según todos los indicios ejercía un poder, al parecer análogo al de obispo. Su ambición le lleva a cometer varios abusos: no reconoce la autoridad de San Juan; propala diversas calumnias sobre él; rehúsa acoger a los hermanos enviados por el Apóstol —los misioneros itinerantes—, e incluso impide que los demás lo hagan. Tampoco de Demetrio tenemos más datos que los de este pasaje. Es posible que fuera uno de los misioneros enviados por San Juan, y quizá el portador de esta carta. El pasaje es un ejemplo más de cómo la Iglesia se muestra atenta a la conducta de sus pastores: 

En el ejercicio de su función de padre y pastor, los obispos han de ser servidores en medio de los suyos: buenos pastores, que conocen a sus ovejas y a quienes éstas los conocen también; verdaderos padres, que se distinguen por el espíritu de amor y de solicitud por todos.

En el v. 11, el Apóstol hace un resumen de la doctrina que se expone con amplitud en diversos pasajes de su primera carta: el que obra el bien pone de manifiesto con su conducta que es de Dios —hijo de Dios—, que está unido a Jesucristo y permanece en Él. En cambio, el que peca rompe su unión con Dios, y se pasa al bando del diablo.

### Recomendación de Demetrio. Versículos 11-12
11-Queridísimo: no imites lo malo, sino lo bueno. El que obra el bien es de Dios; el que obra el mal no ha visto a Dios. 
12-En favor de Demetrio habla el testimonio de todos e incluso la verdad misma; nosotros también damos testimonio, y sabes que nuestro testimonio es verdadero.

### Conclusión y saludos. Versículos 13-15
13-Muchas cosas tendría que escribirte, pero no quiero hacerlo con tinta y pluma. 
14-Espero verte pronto y hablaremos de viva voz. 
15-La paz esté contigo. Te saludan los amigos. Saluda uno a uno a los amigos.

#### Comentarios a los versículos 13-15
Juan se despide con la frase «La paz esté contigo», que es el saludo típico hebreo que los Apóstoles mantienen en sus cartas, dotándolo de un significado plenamente cristiano.